# Aotearoa magna
Aotearoa magna és una espècie d'aranyes araneomorfes de la família dels mecismauquènids (Mecysmaucheniidae). Fou descrita per primera vegada l'any 1949 per Forster.
Segons el World Spider Catalog amb data de desembre de 2018, Aotearoa magna és l'única espècie del gènere Aotearoa, descrit per Forster & Platnick l'any 1984. És endèmica de Nova Zelanda.
El nom del gènere prové de la denominació Māori de l'illa: Aotearoa.